# Pääsaari (ö i Lappland, Norra Lappland, lat 68,92, long 28,14)
Pääsaari, nordsamiska: Uáivisuáloi, är en ö i Finland. Den ligger i sjön Enare träsk och i kommunen Enare i den ekonomiska regionen Norra Lappland och landskapet Lappland, i den norra delen av landet, 1 000 km norr om huvudstaden Helsingfors. Öns area är 39,4 hektar och dess största längd är 1 kilometer i nord-sydlig riktning.